# Bulia abrupta
Bulia abrupta là một loài bướm đêm trong họ Erebidae.